# Rio Bucovăţ (Moldova)
O Rio Bucovăţ é um rio da Romênia afluente do Rio Moldova, localizado no distrito de Suceava.